# Valentine Davies
Valentine „Val“ Davies (* 25. August 1905 in New York City, New York, USA; † 23. Juli 1961 in Malibu, Kalifornien, USA) war ein US-amerikanischer Drehbuchautor, Filmproduzent und Filmregisseur.

## Leben
Valentine Davies wuchs als Sohn eines gebürtigen Niederländers, der in Immobilien investierte, und so zu Wohlstand gekommen war, in New York auf. Val – wie sein Spitzname zeitlebens lautete – absolvierte die Universitäten of Michigan und Yale, mit dem bereits früh festgesetzten Ziel, Schriftsteller zu werden. In Michigan lernte Davies den künftigen Filmemacher George Seaton kennen, der einer seiner besten Freunde werden sollte.
Davies’ Karriere begann in den 1930er Jahren als Autor am Broadway, doch die drei von ihm geschriebenen Stücke erwiesen sich als Flops, da sie jeweils nach nur einem Monat abgesetzt wurden.
Obwohl Davies auch an Filmproduktionsgesellschaften Geschichten verkaufte und Autor bei 20th Century Fox wurde, wurde erst Syncopation, Davies erstes Drehbuch, in einen Film adaptiert. Während seines Militärdienstes in der United States Coast Guard, schrieb er 1947 sein drittes und wahrscheinlich bekanntestes Drehbuch für den Weihnachtsfilm Das Wunder von Manhattan. Die Regie bei diesem Film führte sein Freund George Seaton. 1948 erhielt Davies dafür den Oscar in der zu jener Zeit bestehenden Kategorie „Beste Originalgeschichte“.
1949 wurde Valentine Davies zum Präsidenten der Writers Guild of America ernannt, ein Amt, das er bis 1950 ausübte. Im selben Jahr wurde er zusammen mit dem Autor Shirley W. Smith für die Literaturverfilmung It Happens Every Spring erneut in der Kategorie „Beste Originalgeschichte“ für den Oscar nominiert. In den Jahren 1955 und 1957 folgten zwei weitere Oscar-Nominierungen. Auch übte Davies von 1960 bis 1961 die Präsidentschaft der Academy of Motion Picture Arts and Sciences (AMPAS) aus.
1955 stand Davies zum einzigen Mal auch als Regisseur hinter der Kamera, als er mit Schauspielern wie Donna Reed und Steve Allen die Filmbiografie The Benny Goodman Story inszenierte.
Valentine Davies starb 1961, im Alter von 55 Jahren, an einem Herzinfarkt.

## Filmografie
Drehbuch
- 1949: It Happens Every Spring
- 1951: An der Riviera (On the Rivera)
- 1953: Die Glenn Miller Story (The Glenn Miller Story)
- 1954: Die Brücken von Toko-Ri (The Bridges at Toko-Ri)
- 1955: In geheimer Kommandosache (Strategic Air Command)
- 1955: Die Benny Goodman Story (The Benny Goodman Story) – auch Regie
- 1961: Junggeselle im Paradies (Bachelor in Paradise)

Literarische Vorlage
- 1947: Das Wunder von Manhattan (Miracle on 34th Street)
- 1959: Eine tolle Nummer (It started with a Kiss)

## Auszeichnungen

### Oscar
Auszeichnung
- 1948: Beste Originalgeschichte für: Das Wunder von Manhattan (Miracle on 34th Street)

Nominierung
- 1950: Beste Originalgeschichte für: It Happens Every Spring
- 1955: Bestes Originaldrehbuch für: Die Glenn Miller Story (The Glenn Miller Story)
- 1957: Bester Dokumentar-Kurzfilm für: The House Without a Name